# Jacques Abardonado
Jacques Abardonado (Marsella, Francia, 27 de mayo de 1978) es un exfutbolista francés que jugaba de defensa.
Es primo de los futbolistas de etnia gitana André-Pierre Gignac de Tigres UANL y Pierre-Yves André, delantero del Zenit de San Petersburgo, así como del cantante francés de origen español Sébastien El Chato. Actualmente es asistente técnico de Roberto De Zerbi en el Olympique de Marsella.

## Clubes

### Como jugador
| Club                      | País     | Año       |
| ------------------------- | -------- | --------- |
| Olympique de Marsella     | Francia  | 1998-2001 |
| FC Lorient                | Francia  | 2001-2002 |
| OGC Niza                  | Francia  | 2002-2007 |
| FC Nuremberg              | Alemania | 2007-2008 |
| Valenciennes FC           | Francia  | 2008-2010 |
| Grenoble Foot             | Francia  | 2010-2011 |
| Fréjus-Saint-Raphaël FC   | Francia  | 2011-2012 |
| Olympique de Marsella "B" | Francia  | 2013-2014 |

### Como entrenador
| Club                  | País    | Año  |
| --------------------- | ------- | ---- |
| Olympique de Marsella | Francia | 2023 |